# Santuario de Nuestra Señora de la Soledad (Lima)

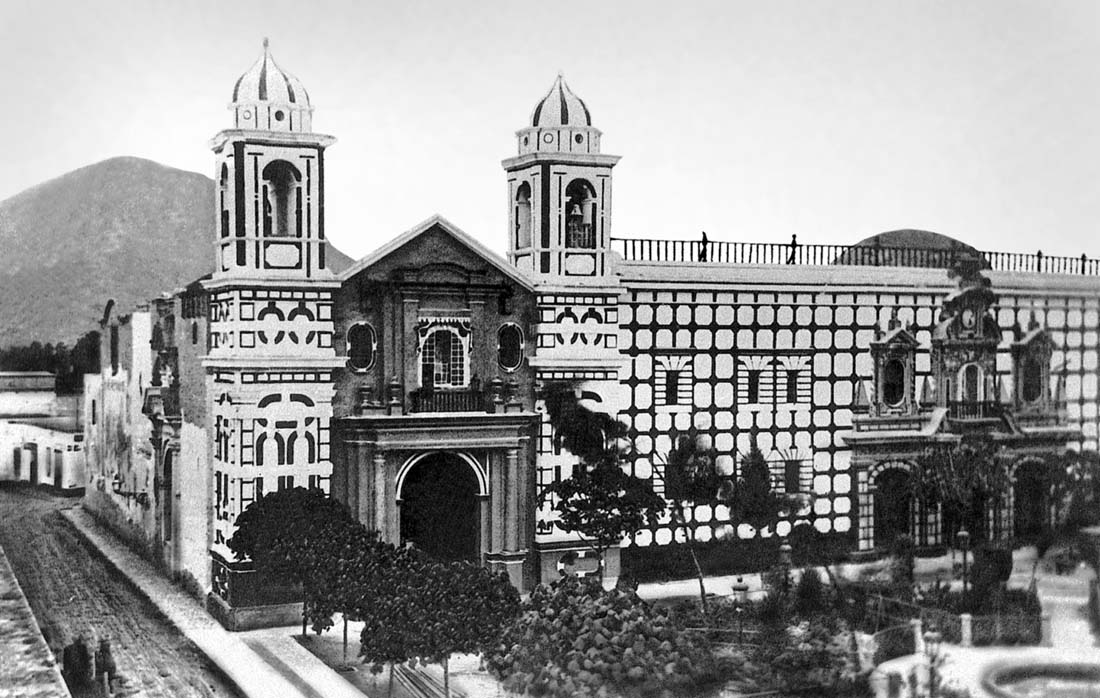
Iglesia de Nuestra Señora de la Soledad en Lima según foto de 1910, puede verse a la derecha la entrada al Convento de San Francisco de Jesús

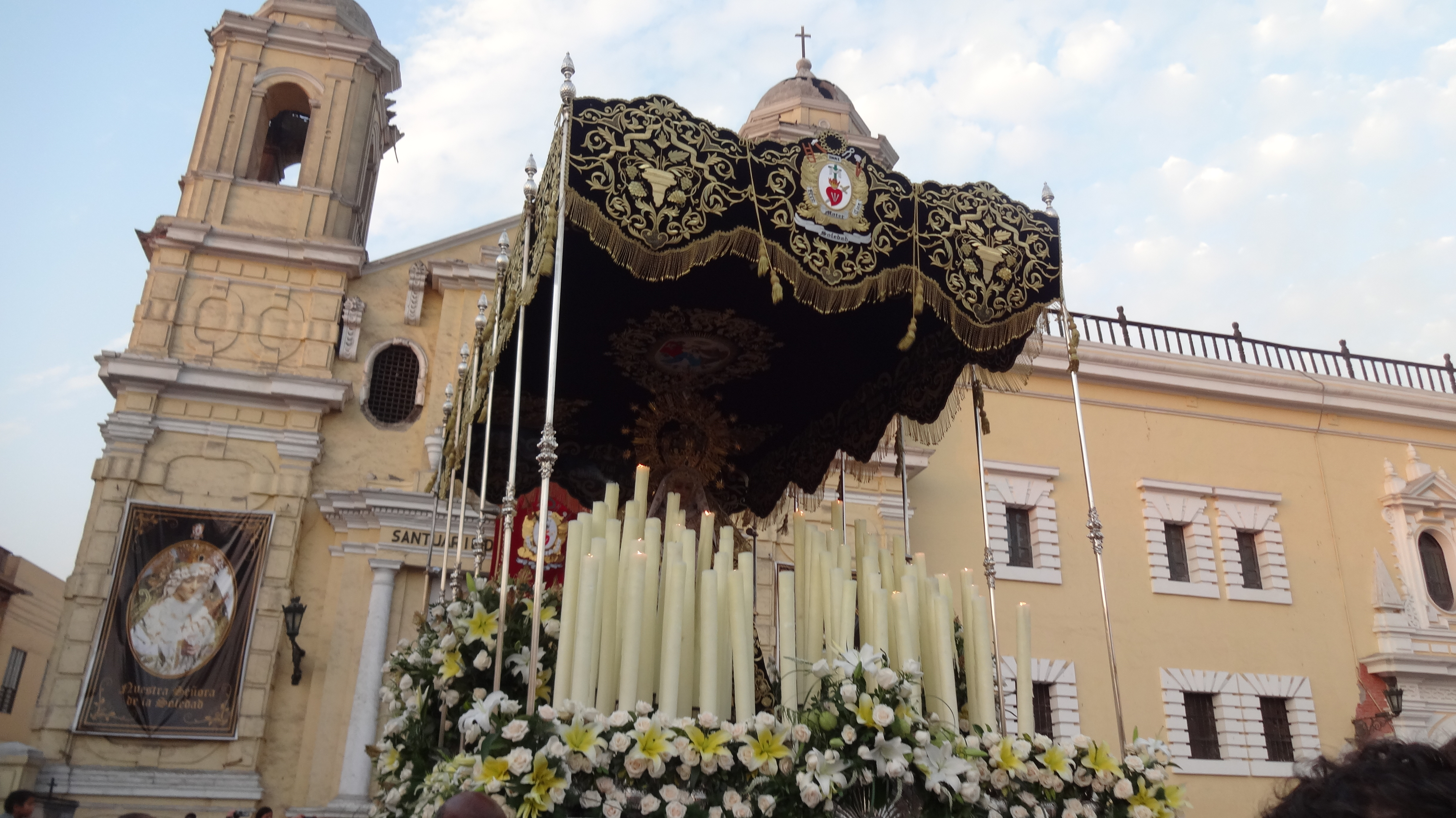
Procesión de Nuestra Señora de la Soledad, Viernes Santo en Lima

El Santuario de Nuestra Señora de la Soledad es un templo religioso situado en el centro histórico de Lima. Fue edificado a fines del siglo XVI al costado del Convento Máximo del Santísimo Nombre de Jesús (San Francisco). Se encuentra a dos cuadras de la Plaza Mayor.

## Historia
Tanto la iglesia primitiva de 1604 como el actual templo de 1669 fueron construidos por la Cofradía de Nuestra Señora de la Soledad y financiados por sus mismos integrantes para el culto de la Madre de Cristo en el Misterio de sus Dolores y Soledad. Por motivos estilísticos y arquitectónicos se efectúa una segunda fábrica paralela a la segunda iglesia franciscana. En 1672 se estrena dicha iglesia orientada hacia el sur, logrando junto a la Basílica de San Francisco "el Grande" el más notable y unitario conjunto arquitectónico barroco que conserva la capital.

## Características
El interior del templo es neoclásico, cuyos retablos y púlpito son atribuidos al presbítero Matías Maestro, es de notable armonía entre los templos en los que intervino Maestro en Lima durante el siglo XIX. Su unidad estilística contrasta con el barroco de su arquitectura. En su retablo mayor se encuentra la imagen fundadora de Nuestra Señora de la Soledad, una de las dolorosas más veneradas de la ciudad, ante la cual durante más de cuatro siglos los limeños han recurrido en sus diferentes necesidades recibiendo los beneficios de tan hermosa devoción.
En 1609, un terremoto sacude la Ciudad de los Reyes con lo que se dañan las 3 bóvedas de la Catedral, lo que llevó a su primera remodelación pasando de un estilo renacentista a un estilo gótico. Debido a la gravedad de la fábrica, la Arquidiócesis, el Cabildo y la Sede Episcopal fueron trasladados a la vecina iglesia de la Soledad que hizo por espacio de 90 años de Catedral

## Celebraciones
En el tiempo de Cuaresma y Semana Santa los fieles acuden a visitar a la Virgen Santísima; así como también en el mes de septiembre para sus festividades gloriosas, especialmente durante sus solemnes cultos como el Septenario y la Fiesta Principal que se realiza en ese mes. El día de Viernes Santo se lleva a cabo la tradicional Procesión de Penitencia, de rancio estilo sevillano, con las imágenes del Señor del Santo Entierro así como Nuestra Señora de la Soledad recorre la Plaza Mayor de Lima, la cual llega hasta el Palacio Arzobispal donde recibe homenaje del Arzobispo Primado del Perú y las principales autoridades nacionales y municipales.